# Rem Pitlick
Rem Pitlick (né le 2 avril 1997 à Ottawa dans la province de l'Ontario au Canada) est un joueur professionnel américain de hockey sur glace. Il évolue au poste de centre.

## Biographie

### En club
Il signe un contrat d'entrée de 2 ans avec les Predators de Nashville, le 22 mars 2019, ce qui met un terme à sa carrière universitaire. Le 25 mars, il dispute son premier match dans la LNH face au Wild du Minnesota. 
Après avoir pris part au camp d'entraînement des Predators en septembre 2021 et avant d'être cédé dans la LAH pour entamer la saison 2021-2022, il est réclamé au ballottage, le 6 octobre 2021, par le Wild du Minnesota. À son 5e match avec le Wild, le 13 novembre, il inscrit ses trois premiers buts dans la LNH grâce à un tour du chapeau et aide ainsi son équipe à vaincre le Kraken de Seattle.
Le 11 janvier 2022, il est soumis au ballottage par le Wild et est réclamé le lendemain par les Canadiens de Montréal. Il inscrit 6 points à ses 7 premiers matchs avec sa nouvelle équipe. Il termine la saison 2021-2022 avec une récolte de 26 points en 46 matchs avec le Canadien. 
Il teste le marché des agents libres et signe une nouvelle entente de 2 ans avec Montréal, le 16 juillet 2022. Par contre, en raison d'un surplus d'attaquants chez les Canadiens et connaissant un début de saison lent avec aucun point en sept matchs, il est soumis au ballottage le 7 novembre 2022. N'étant pas réclamé au ballottage, il est cédé au Rocket de Laval, club-école des Canadiens. Il obtient trois passes en trois matchs dans la LAH et est rappelé par les Canadiens le 16 novembre. Il est de nouveau cédé au Rocket de Laval le 18 décembre 2022. 

### Vie privée
Il est le fils de Lance Pitlick, le frère aîné de Rhett Pitlick et le cousin de Tyler Pitlick.

## Statistiques
| Saison     | Équipe                            | Ligue      |     | Saison régulière | Saison régulière | Saison régulière | Saison régulière | Saison régulière |   | Séries éliminatoires | Séries éliminatoires | Séries éliminatoires | Séries éliminatoires | Séries éliminatoires |
| Saison     | Équipe                            | Ligue      | PJ  | B                | A                | Pts              | Pun              | PJ               | B | A                    | Pts                  | Pun                  |                      |                      |
| 2013-2014  | Shattuck-Saint Mary's             | USHS       | 53  | 9                | 25               | 34               | 32               | -                | - | -                    | -                    | -                    |                      |                      |
| 2014-2015  | Black Hawks de Waterloo           | USHL       | 47  | 7                | 9                | 16               | 20               | -                | - | -                    | -                    | -                    |                      |                      |
| 2015-2016  | Lumberjacks de Muskegon           | USHL       | 56  | 46               | 43               | 89               | 74               | -                | - | -                    | -                    |                      |                      |                      |
| 2016-2017  | Golden Gophers du Minnesota       | B1G        | 36  | 14               | 18               | 32               | 22               | -                | - | -                    | -                    | -                    |                      |                      |
| 2017-2018  | Golden Gophers du Minnesota       | B1G        | 38  | 12               | 19               | 31               | 32               | -                | - | -                    | -                    | -                    |                      |                      |
| 2018-2019  | Golden Gophers du Minnesota       | B1G        | 38  | 21               | 24               | 45               | 30               | -                | - | -                    | -                    | -                    |                      |                      |
| 2018-2019  | Predators de Nashville            | LNH        | 1   | 0                | 0                | 0                | 2                | -                | - | -                    | -                    | -                    |                      |                      |
| 2019-2020  | Admirals de Milwaukee             | LAH        | 63  | 20               | 16               | 36               | 40               | -                | - | -                    | -                    | -                    |                      |                      |
| 2020-2021  | Predators de Nashville            | LNH        | 10  | 0                | 2                | 2                | 4                | -                | - | -                    | -                    | -                    |                      |                      |
| 2020-2021  | Wolves de Chicago                 | LAH        | 8   | 8                | 2                | 10               | 4                | -                | - | -                    | -                    | -                    |                      |                      |
| 2021-2022  | Wild du Minnesota                 | LNH        | 20  | 6                | 5                | 11               | 12               | -                | - | -                    | -                    | -                    |                      |                      |
| 2021-2022  | Canadiens de Montréal             | LNH        | 46  | 9                | 17               | 26               | 12               | -                | - | -                    | -                    | -                    |                      |                      |
| 2022-2023  | Canadiens de Montréal             | LNH        | 46  | 6                | 9                | 15               | 22               | -                | - | -                    | -                    | -                    |                      |                      |
| 2022-2023  | Rocket de Laval                   | LAH        | 18  | 5                | 17               | 22               | 20               | -                | - | -                    | -                    | -                    |                      |                      |
| 2023-2024  | Penguins de Wilkes-Barre/Scranton | LAH        | 32  | 8                | 16               | 24               | 10               | -                | - | -                    | -                    | -                    |                      |                      |
| 2023-2024  | Blackhawks de Chicago             | LNH        | 9   | 0                | 0                | 0                | 2                | -                | - | -                    | -                    | -                    |                      |                      |
| 2023-2024  | IceHogs de Rockford               | LAH        | 27  | 14               | 19               | 33               | 16               | 4                | 1 | 4                    | 5                    | 2                    |                      |                      |
| Totaux LNH | Totaux LNH                        | Totaux LNH | 132 | 21               | 33               | 54               | 54               | -                | - | -                    | -                    | -                    |                      |                      |

## Trophées et honneurs personnels

### USHL
- 2015-2016 : 
  - récipiendaire du trophée Dave-Tyler
  - joueur de l'année
  - attaquant de l'année
  - nommé dans la première équipe d'étoiles

### Big Ten Conference
- 2016-2017 : 
  - nommé dans la première équipe d'étoiles des joueurs de 1re année
- 2017-2018 :
  - nommé dans l'équipe académique
- 2018-2019 :
  - nommé dans l'équipe académique
  - nommé dans la première équipe d'étoiles